# 曹邦輔
曹邦輔（1503年—1576年），字子忠，號東村，山東兖州府曹州定陶縣人，明朝政治人物。

## 生平
由縣學生中式嘉靖十年（1531年）辛卯科山東鄉試第五十名舉人，年三十歲中式嘉靖十一年（1532年）壬辰科會試第二百三十四名，第三甲第二百零三名進士，刑部观政，授元城縣知縣，調南和縣知縣，十九年十月选授雲南道試監察御史，二十年十一月實授，巡視河東鹽政。二十四年巡按陕西，彈劾總督張珩等冒功。嘉靖二十七年十月，出任湖廣副使，復補河南，平定柘城叛亂，三十三年升任山西右參政，三十四年三月遷浙江按察使。
嘉靖三十四年五月，升任都察院右僉都御史，應天巡撫、提督軍務，平定柘林叛亂，十一月與趙文華產生矛盾，被誣陷謫戍朔州。
隆慶元年，楊博擔任吏部尚書時，舉薦曹邦輔為左副都御史，協理院事，晋升兵部右侍郎、左侍郎兼右僉都御史，總督薊、遼、保定軍務。此後升任右都御史，掌都察院。不久，升任南京戶部尚書。萬曆元年因病致仕，家居三年卒，贈太子少保。

## 家族
曾祖曹昇，祖曹剛，父曹良廣，累贈尚書。母徐氏，累封夫人。兄邦卿；鸞；鳳，子曹鑰（太僕寺丞），孫曹如琦。

## 延伸阅读
[在维基数据编辑]
 《國朝獻徵錄·卷之三十一》，出自焦竑《國朝獻徵錄》
 《明史卷二百〇五》，出自《明史》